# Amtsgericht Christburg
Das Amtsgericht Christburg war ein preußisches Amtsgericht mit Sitz in Christburg.

## Geschichte
In Christburg bestand von 1949 bis 1879 die Gerichtskommission Christburg des Kreisgerichts Marienburg. Das königlich preußische Amtsgericht Christburg wurde mit Wirkung zum 1. Oktober  1879 als eines von acht Amtsgerichten im Bezirk des Landgerichtes Elbing im Bezirk des Oberlandesgerichtes Marienwerder gebildet. Der Sitz des Gerichtes war Christburg. Sein Gerichtsbezirk umfasste aus dem Kreis Stuhm den Stadtbezirk Christburg und die Amtsbezirke Baumgarth, Bruch, Sparau, den Amtsbezirk Trankwitz ohne den Gemeindebezirk Polixen und der Gemeinde- und Gutsbezirk Groß-Teschendorf aus dem Amtsbezirk Stangenberg. Am Gericht bestand 1880 eine Richterstelle. Das Amtsgericht war damit ein kleines Amtsgericht im Landgerichtsbezirk.
Im Jahre 1945 wurde der Amtsgerichtsbezirk unter polnische Verwaltung gestellt, und die deutschen Einwohner wurden vertrieben. Damit endete auch die Geschichte des Amtsgerichtes Christburg.